# Morvilliers (Aube)
Morvilliers és un municipi francès situat al departament de l'Aube i a la regió del Gran Est. L'any 2007 tenia 271 habitants.

## Demografia

### Població
El 2007 la població de fet de Morvilliers era de 271 persones. Hi havia 107 famílies de les quals 25 eren unipersonals (14 homes vivint sols i 11 dones vivint soles), 39 parelles sense fills, 32 parelles amb fills i 11 famílies monoparentals amb fills.
La població ha evolucionat segons el següent gràfic:
Habitants censats

### Habitatges
El 2007 hi havia 131 habitatges, 107 eren l'habitatge principal de la família, 12 eren segones residències i 13 estaven desocupats. Tots els 131 habitatges eren cases. Dels 107 habitatges principals, 89 estaven ocupats pels seus propietaris, 17 estaven llogats i ocupats pels llogaters i 2 estaven cedits a títol gratuït; 2 tenien dues cambres, 12 en tenien tres, 37 en tenien quatre i 56 en tenien cinc o més. 93 habitatges disposaven pel capbaix d'una plaça de pàrquing. A 44 habitatges hi havia un automòbil i a 55 n'hi havia dos o més.

### Piràmide de població
La piràmide de població per edats i sexe el 2009 era:
| Homes | Edats   | Dones |
| ----- | ------- | ----- |
| 4     | 95 o +  | 0     |
| 0     | 90 a 94 | 0     |
| 0     | 85 a 89 | 4     |
| 4     | 80 a 84 | 0     |
| 4     | 75 a 79 | 4     |
| 4     | 70 a 74 | 12    |
| 12    | 65 a 69 | 4     |
| 12    | 60 a 64 | 12    |
| 0     | 55 a 59 | 4     |
| 12    | 50 a 54 | 8     |
| 8     | 45 a 49 | 12    |
| 8     | 40 a 44 | 4     |
| 0     | 35 a 39 | 0     |
| 16    | 30 a 34 | 16    |
| 4     | 25 a 29 | 8     |
| 12    | 20 a 24 | 8     |
| 8     | 15 a 19 | 12    |
| 0     | 10 a 14 | 4     |
| 4     | 5 a 9   | 8     |
| 8     | 0 a 4   | 16    |

## Economia
El 2007 la població en edat de treballar era de 153 persones, 119 eren actives i 34 eren inactives. De les 119 persones actives 107 estaven ocupades (63 homes i 44 dones) i 13 estaven aturades (1 home i 12 dones). De les 34 persones inactives 17 estaven jubilades, 4 estaven estudiant i 13 estaven classificades com a «altres inactius».

### Ingressos
El 2009 a Morvilliers hi havia 121 unitats fiscals que integraven 309 persones, la mediana anual d'ingressos fiscals per persona era de 16.134 €.

### Activitats econòmiques
Dels 7 establiments que hi havia el 2007, 1 era d'una empresa extractiva, 1 d'una empresa de construcció, 1 d'una empresa de comerç i reparació d'automòbils, 1 d'una empresa d'hostatgeria i restauració, 2 d'empreses financeres i 1 d'una entitat de l'administració pública.
Dels 3 establiments de servei als particulars que hi havia el 2009, 1 era un taller de reparació d'automòbils i de material agrícola, 1 fusteria i 1 restaurant.
L'any 2000 a Morvilliers hi havia 10 explotacions agrícoles que ocupaven un total de 812 hectàrees.

## Equipaments sanitaris i escolars
El 2009 hi havia una escola elemental integrada dins d'un grup escolar amb les comunes properes formant una escola dispersa.

## Poblacions més properes
El següent diagrama mostra les poblacions més properes.